# Infinity Land
Infinity Land es el tercer álbum de estudio de la banda de rock escocesa Biffy Clyro, lanzado el 4 de octubre de 2004 en Beggars Banquet.
Este nuevo álbum de Biffy Clyro nos trae a la banda moverse hacia un sonido más oscuro, al igual que la lírica, con algunos temas en los que incursionan en sonidos de carácter más experimental, como el uso de tiempos de 5/4 (There is no Such Thing as a Jaggy Snake), múltiples cambios de tiempo, cambios de clave, variación instrumental, riffs impredecibles y estructuras de canciones complejas.
El álbum contiene una pista oculta, Tradition Feed. Después de la pista final, Pause And Turn It Up, aproximadamente 18 minutos de silencio preceden a un breve poema leído por Simon Neil. Tradition Feed también se puede encontrar como cara B del sencillo de vinilo de 7" Only One Word Comes To Mind. Al igual que con cada uno de los tres primeros álbumes de la banda, se reprodujo completo solo una vez, el 15 de diciembre de 2005 en King Tut's Wah Wah Hut en Glasgow. Only One Word Comes to Mind alcanzó el puesto 27 en la lista de sencillos del Reino Unido.
Glitter And Trauma, My Recovery injection y Only One Word Comes To Mind se lanzaron como sencillos tradicionales, mientras que There is no Such Thing as a Jaggy Snake se lanzó como descarga digital. Got Wrong estaba previsto como sencillo final, pero en el último momento fue sustituido por Only One Word Comes To Mind.
La portada fue diseñada por Chris Fleming, quien también creó la portada de todos los sencillos de Infinity Land .
Simon Neil ha afirmado en varias entrevistas que el título Infinity Land es una referencia al asesino en serie Jeffrey Dahmer.

## Lista de canciones
Todas las letras escritas por Simon Neil, excepto donde se indique.
| N.º | Título                                                                          | Duración |  |
| 1.  | «Glitter and Trauma»                                                            | 5:10     |  |
| 2.  | «Strung to Your Ribcage»                                                        | 2:40     |  |
| 3.  | «My Recovery Injection» (Neil, James Johnston)                                  | 4:14     |  |
| 4.  | «Got Wrong»                                                                     | 2:58     |  |
| 5.  | «The Atrocity»                                                                  | 3:10     |  |
| 6.  | «Some Kind of Wizard»                                                           | 3:51     |  |
| 7.  | «Wave Upon Wave Upon Wave»                                                      | 5:47     |  |
| 8.  | «Only One Word Comes to Mind»                                                   | 4:30     |  |
| 9.  | «There's No Such Man as Crasp»                                                  | 1:25     |  |
| 10. | «There's No Such Thing as a Jaggy Snake»                                        | 4:50     |  |
| 11. | «The Kids from Kibble and the Fist of Light»                                    | 3:54     |  |
| 12. | «The Weapons Are Concealed»                                                     | 3:31     |  |
| 13. | «Pause It and Turn It Up»                                                       | 25:31    |  |
| 14. | «Tradition Feed» ((Canción oculta. Comienza en el 24:27 de la canción anterior) | 1:04     |  |

| Japanese Edition |                                                    |          |  |
| N.º              | Título                                             | Duración |  |
| 15.              | «Glitter and Trauma» (Music Video - Bonus Content) | 4:06     |  |

| B-Sides | |          |  |
| N.º     | Título | Duración |  |
| 1.      | «Bonanzoid Deathgrip»                                                                                            | 4:20     |  |
| 2.      | «Stars and Shites»                                                                                               | 3:23     |  |
| 3.      | «Go Your Own Way» (Fleetwood Mac Cover)                                                                          | 2:22     |  |
| 4.      | «It's Always the Quiet Ones»                                                                                     | 2:58     |  |
| 5.      | «Corfu» | 6:29     |  |
| 6.      | «Drown in a Natural Light»                                                                                       | 4:09     |  |
| 7.      | «Gently» | 3:53     |  |
| 8.      | «Tradition Feed»                                                                                                 | 1:25     |  |
| 9.      | «Diary of Always - Acústico» (Versión original de The Vertigo Of Bliss)                                          | 3:14     |  |
| 10.     | «Hero Management - SBN 2002 Radio Session» (Exclusicamente descarga digital - Versión original de Blackened Sky) | 4:48     |  |
| 11.     | «There's No Such Thing as a Jaggy Snake» (Peel Session)                                                          |          |  |

## Release history
Infinity Land was released in the UK in 2004.
| Country        | Date                 | Label           | Format | Catalogue number |
| -------------- | -------------------- | --------------- | ------ | ---------------- |
| United Kingdom | 4 de octubre de 2004 | Beggars Banquet | CD     | BBQCD238         |
| United Kingdom | 4 de octubre de 2004 | Beggars Banquet | Vinyl  | BBQ238           |
| Japan          | 18 de enero de 2005  | King Records    | CD     | KICP-1045        |